# Пуер (місто)
Пуер (кит. спр. 普洱市, піньїнь: Pǔ'ěr Shì) — місто-округ в південнокитайській провінції Юньнань. Батьківщина чаю Пуер.

## Географія
Пуер розташовується на заході Юньнань-Гуйчжоуського плато — висота понад 1000 метрів над рівнем моря нівелює спекотний клімат низьких широт. Лежить у середній течії річки Меконг.
Межує з М'янмою (штат Шан) на південному заході та Лаосом (провінція Пхонгсалі) і В'єтнамом (провінція Дьєнб'єн) на південному сході.

### Клімат
Місто знаходиться у зоні, котра характеризується вологим субтропічним кліматом. Найтепліший місяць — червень із середньою температурою 21.7 °C (71 °F). Найхолодніший місяць — січень, із середньою температурою 11.7 °С (53 °F).
| Клімат Пуера (район Симао) | Клімат Пуера (район Симао) | Клімат Пуера (район Симао) | Клімат Пуера (район Симао) | Клімат Пуера (район Симао) | Клімат Пуера (район Симао) | Клімат Пуера (район Симао) | Клімат Пуера (район Симао) | Клімат Пуера (район Симао) | Клімат Пуера (район Симао) | Клімат Пуера (район Симао) | Клімат Пуера (район Симао) | Клімат Пуера (район Симао) | Клімат Пуера (район Симао) |
| Показник                   | Січ.                       | Лют.                       | Бер.                       | Квіт.                      | Трав.                      | Черв.                      | Лип.                       | Серп.                      | Вер.                       | Жовт.                      | Лист.                      | Груд.                      | Рік                        |
| Середній максимум, °C      | 20                         | 23                         | 26                         | 28                         | 28                         | 26                         | 26                         | 26                         | 26                         | 24                         | 21                         | 19                         | 24                         |
| Середня температура, °C    | 12                         | 14                         | 17                         | 19                         | 21                         | 22                         | 22                         | 22                         | 21                         | 19                         | 16                         | 12                         | 18                         |
| Середній мінімум, °C       | 5                          | 6                          | 9                          | 12                         | 16                         | 19                         | 19                         | 18                         | 17                         | 15                         | 11                         | 7                          | 12                         |
| Норма опадів, мм           | 20                         | 14                         | 21                         | 47                         | 158                        | 229                        | 328                        | 327                        | 157                        | 133                        | 69                         | 20                         | 1524                       |
| -------------------------- | -------------------------- | -------------------------- | -------------------------- | -------------------------- | -------------------------- | -------------------------- | -------------------------- | -------------------------- | -------------------------- | -------------------------- | -------------------------- | -------------------------- | -------------------------- |
| Джерело: Weatherbase       |                            |                            |                            |                            |                            |                            |                            |                            |                            |                            |                            |                            |                            |

## Адміністративний поділ
Префектура поділяється на 1 міський район та 9 автономних повітів:
| Карта | Карта                 | Карта                      | Карта            |
| --- | --------------------- | -------------------------- | ---------------- |
| Симао Цзіндун-Ї ① ② Чженьюань- · Ї-Хані-Лаху Цзінгу-Дай-Ї Нін'ер- · Хані-Ї Ланьцан-Лаху Цзяньчен-Хані-Ї Моцзян- · Хані ① повіт Менлянь-Дай-Лаху-Ва ② повіт Сімен-Ва |                       |                            |                  |
| Статус | Назва                 | Оригінал                   | Населення (2010) |
| Район | Симао                 | 思茅区                     | 296 565          |
| Автономний повіт | Ланьцан-Лаху          | 澜沧拉祜族自治县           | 491 884          |
| Автономний повіт | Менлянь-Дай-Лаху-Ва   | 孟连傣族拉祜族佤族自治县   | 135 538          |
| Автономний повіт | Моцзян-Хані           | 墨江哈尼族自治县           | 360 507          |
| Автономний повіт | Нін'ер-Хані-Ї         | 宁洱哈尼族彝族自治县       | 185 719          |
| Автономний повіт | Сімен-Ва              | 西盟佤族自治县             | 91 335           |
| Автономний повіт | Цзінгу-Дай-Ї          | 景谷傣族彝族自治县         | 291 672          |
| Автономний повіт | Цзіндун-Ї             | 景东彝族自治县             | 359 527          |
| Автономний повіт | Цзянчен-Хані-Ї        | 江城哈尼族彝族自治县       | 121 545          |
| Автономний повіт | Чженьюань-Ї-Хані-Лаху | 镇沅彝族哈尼族拉祜族自治县 | 208 606          |

## Історія
За часів байської держави Наньчжао цей регіон іменувався Бурі, з 1278-го року — Пурі, сучасна назва відома з 1384-го (епоха Мін).
Вже після громадянської війни у Китаї, 1950-го року, префектуру перейменували на Симао, а назву Пуер відтоді носив один із її повітів.
2007-го року окрузі повернули історичну назву (і таким чином збільшили територію «справжнього» чаю пуер), тому повіт Пуер, аби уникнути плутанини, став повітом Нін'ер.